# Francisco de Paula (actor)
Francisco de Paula (Laboulaye, Córdoba, 20 de febrero de 1914 - Buenos Aires, 27 de febrero de 1985) fue un actor de cine argentino de extensa trayectoria artística. Por su actuación en el filme Despertar a la vida fue galardonado con el premio Cóndor de Plata a la revelación masculina de 1946.

## Filmografía
Actor
- Caras argentinas (1939)
- Veinticuatro horas en la vida de una mujer (1944)
- Despertar a la vida (1945)
- Viaje sin regreso (1946) …Carlos
- El Capitán Pérez (1946)
- Inspiración (1946)
- El misterioso tío Silas (1947) …Jack Morris
- Mirad los lirios del campo (1947)
- Historia de una mala mujer (1947)
- Pasaporte a Río (1948) …Dr. Rossi
- Nace la libertad (1949)
- Danza del fuego (1949) …Raúl Saldívar
- Fuego sagrado (1950)
- El pendiente (1951) …Luciano Varela
- Deshonra (1952) … Médico
- La casa grande (1953)
- Rebelión en los llanos (1953)
- Cuando Buenos Aires se adormece (inconclusa - 1955)
- La Quintrala, doña Catalina de los Ríos y Lisperguer (1955) …Enrique de Guzmán
- Prohibido para menores (1956)
- La bestia humana (1957) …Inspector Alonso
- Cerro Guanaco (1959)
- Cuerpo extraño (Cuando una mujer no quiere) (inédita - 1962)
- El reñidero (1965) …Diputado
- Pimienta (1966) …Dr. Salinas, rector
- ¡Al diablo con este cura!  (1967)
- Los taitas (mediometraje - 1968)
- Maternidad sin hombres (1968)
- Con alma y vida (1970) …Inspector Goya
- Muchacho (1970)
- Pimienta y Pimentón (1970)
- Mi amigo Luis (1972)
- Hipólito y Evita (1973)
- Rebeldía (1975)
- Piedra libre (1976)…Plácido Alonso

## Televisión
- El hombre que volvió de la muerte (1969) Miniseries .... Su Excelencia
- Estrellita, esa pobre campesina (1968) Serie .... Sr. Miguel Castro
- Lo mejor de nuestra vida... nuestros hijos (1967) Serie